# Alfred Wyndham Lushington
Alfred Wyndham Lushington  ( * 22 de septiembre de 1860, Prayagraj India - 26 de marzo de 1920 (enlace roto disponible en Internet Archive; véase el historial, la primera versión y la última). ) fue un botánico británico.
Desarrolla su carrera en Madras, siendo conservador de forestación. Realizó importantes identificaciones y clasificaciones de nuevas especies.
Se casa con Elizabeth Alice Cordue, y tienen dos hijas (Ada Daisy, y Eulalie) y un varón (Ernest).

## Algunas publicaciones
- 1910. The Genus Citrus. Indian Forester 36:323-53
- 1915. Vernacular List of Trees, Shrubs & Woody Climbers in the Madras Presidency. Edición bilingüe tamil-inglés, 2 vols.
- 1918. Madras Timbers: their use in place of European timbers, with suggestions for their classification

### Libros
- 1919. Nature and Uses of Madras Timbers: Arranged in Categories Containing Similar Woods, & Critically Compared With Corresponding European & Philippine Timbers. Ed. S.P.C.K. Press. 358 pp.

- La abreviatura «Lush.» se emplea para indicar a Alfred Wyndham Lushington como autoridad en la descripción y clasificación científica de los vegetales.[1]